# G'zOne TYPE-R
G'zOne TYPE-R（ジーズワン タイプアール）ことA5513CA（エー ごーごーいちさん シーエー）は、カシオ計算機（カシオ日立モバイルコミュニケーションズ）が開発した、KDDIおよび沖縄セルラー電話のauブランドのCDMA 1Xの携帯電話である。耐水（JIS保護等級7相当）・耐衝撃性能を売りにしたG'zOneシリーズの機種であり、2005（平成17）年7月に発売された。

## 概要
G'zOneシリーズは、2000（平成12）年から2001（平成13）年にかけて4モデルが発売され人気を博していたが、販売実績の先細りにより、それ以降は全く製品が発表されなかった。しかし耐水・耐衝撃性能を備えた携帯電話を求めるユーザーの声は多く、約4年ぶりに復活したモデルがG'zOne TYPE-Rである。
G'zOne TYPE-R最大の特徴はシリーズ初となる折畳み式ボディが採用されたことであり、開発時の最大の問題点でもあった。折畳み式ボディはその構造上可動するヒンジ部が必要であるが、可動するための隙間から浸水しやすくなる。そこで開発陣は発想を転換し、ヒンジ部には水が入る構造だが液晶やボディ側には浸水しない設計とした。
また、通常携帯電話の開発は中身から開発し、その後外装デザインを決めるという手順を取っているが、G'zOne TYPE-Rは先にデザインモックを作り、その中にどれだけ機能が詰め込めるかという手順で開発が進められた。結局、完成したデザインモックはカシオ製の数機種の外装に多少のアレンジを加えて流用され、G'zOne TYPE-Rよりも先に発売されている。
TYPE-Rの「R」には「Racing（レーシング）」、「Revolution（革命）」、「Revival（復活）」などの意味が込められている。本田技研工業の自動車のグレード「TYPE-R」との関係はない。
デザインはレーシングの名の通り、オートバイのガソリンタンクをモチーフにしており、十字キーはディスクブレーキのローターを模していたり、カラーバリエーションもレースの世界をイメージした名称が付けられている。さらに、起動時の効果音にはトヨタ自動車のワークスマシンであるセルモ・スープラの排気音が使われている（ちなみにKDDIは同チームのメインスポンサーであった）。
背面のサブ液晶にはカラー液晶に比べて視認性の高いモノクロ液晶を搭載し、常時時計を表示する。また、ストップウォッチやタイマー、アラーム、電子コンパスなどの機能を備えている。
なお、落下時の緩衝用として、3種類のカスタマイズプロテクター（ラウンドトップ、スクエアトップ、ハンマーヘッド）が付属し、同封の六角棒スパナを使って自由に付け替えできるようになっている。
本機はカシオ日立開発製品としては最後の1X機である。

## 沿革
- 2005年1月6日 - アメリカで開催された「2005 International CES」において、デザインモックが展示された。
- 2005年4月11日 - JATE認定。
- 2005年5月26日 - KDDIから発表。
- 2005年7月22日 - 北陸・関西地方で発売。
- 2005年7月23日 - 関東・中国・四国・沖縄地方で発売。
- 2005年7月27日 - 北海道・東北地方で発売。
- 2005年7月28日 - 中部・九州地方で発売。
- 2006年1月 - 販売終了。

## 日本国外での類似端末
- 2005年12月より、韓国LGテレコム向けの端末「canU 502S」として出荷・販売されている。
- アメリカベライゾン・ワイヤレス向けに外部アンテナを追加し、EV-DOに対応した端末「NX9200」が2006（平成18）年5月に連邦通信委員会（FCC）の検査を通過。